# 森遥香
森 遥香（もり はるか、1991年1月5日 - ）は、ホリプロ所属のフリーアナウンサー。元東日本放送アナウンサー。

## 来歴
1991年（平成3年）1月5日、宮城県黒川郡富谷町（現・富谷市）生まれ。
進学校として知られるナンバースクールの女子校・宮城県第一女子高等学校（宮城県仙台市）に入学したが、在学中の2008年（平成20年）3月に共学化され、宮城県宮城第一高等学校に改組・改称された。放送部に所属し、宮城高校放送コンテスト新人大会アナウンス部門で最優秀賞を受賞。2008年には第90回全国高校野球選手権大会宮城大会の開会式で司会を務めた。
茨城県つくば市にある筑波大学人文・文化学群人文学類言語学主専攻に入学し、THK筑波放送協会に所属。第27回NHK全国大学放送コンテストのDJ部門で最優秀賞、アナウンス部門で3位。また、ラヂオつくば（茨城県つくば市）でラジオパーソナリティーとしても活躍した。一方でBS朝日（東京都港区）の『News Access』女子大生キャスターを2年以上務めた。2013年（平成25年）3月卒業。
2013年（平成25年）4月にテレビ朝日系列のKHB東日本放送（宮城県仙台市）に入社。2017年（平成29年）12月に退社。
2018年（平成30年）1月より、ホリプロ（東京都）に所属するフリーアナウンサーとなった。同年3月末まで従前のKHB担当番組に出演し続ける一方、東京都での活動も並行して開始した。
2020年（令和2年）5月2日にYouTubeチャンネル「森ちゃんねる。/森遥香」を開設し、不定期にゲーム実況を行っている。
2024年（令和6年）12月3日、「みやぎ絆大使（第11期）」に委嘱。任期は2025年1月1日から3年間。

## 人物
- 趣味は仏像を見ることで、仏像検定を持っている。
- 歴史、特に日本史に詳しい。歴史能力検定日本史2級を取得。
- 自他共に認めるかなりのゲーム、アニメ、漫画好きのオタクである。度々アニメやゲームのイベントの司会や配信も務めている。
- 小さい頃からNPBプロ野球を見ることが好きで、中学生時代から埼玉西武ライオンズのファン[3]。
- 東日本放送・カンボジア国営放送（英語版）共同制作番組『宮城から遥か4500km カンボジアまるごと体験記』に出演し[4]、カンボジアでの海外ロケでの巨大タランチュラなどの虫グルメを堂々と食べ切った（『突撃!ナマイキTV』でも一部を放送[5]）。
- 元テレビ東京の鷲見玲奈とは大学時代からの友人。Twitterにも登場している。
- KHB制作のバラエティ番組『三又ノ番組』には、2016年から不定期出演している。
  - ゴキブリを腕に這わせたり、ラーメンの味をプロ野球選手に例えたりと、三又又三の無茶ぶりに答えていた。
  - 2016年12月22日に開催された「三又ノ番組アイドルフェス2017」では、SKE48の江籠裕奈・菅原茉椰・水野愛理をバックダンサーに「ごめんね、SUMMER」を歌いながら完璧な踊りを披露した。
  - 2016年12月23日深夜（12月24日）放送回で、「エド・はるか」としてエド・はるみのモノマネをした際、転んでスカートがめくれ上がったが、ギリギリ下着が見えなかったためそのまま放送された。
  - 同番組内で三又又三が「東日本放送のエース」と評価している。

## 出演番組

### 学生時代
- BS朝日「News Access」（女子大生キャスター）

### 東日本放送時代
宮城県内レギュラー放送
- 突撃!ナマイキTV（月 - 水の司会）
- 三又ノ番組（不定期出演）
- ナマイキサタデー（ - 2016年3月）
- スーパーJチャンネルみやぎ
- おすすめ5ch!
- KHBニュース

宮城県内特番放送
- 高校野球ハイライト（2013年 - 、司会）
- 宮城から遥か4500km カンボジアまるごと体験記（2015年5月5日14:00 - 14:55放送、東日本放送とカンボジア国営放送（英語版）との共同制作番組）
- 伊達政宗公生誕450年記念 政宗公のレガシー 〜藩祖の偉業〜[6]（2017年8月13日、伊達泰宗（初代当主・伊達朝宗以降の伊達宗家34代当主/仙台藩祖・伊達政宗以降の仙台伊達家18代当主）、および、サンドウィッチマン（メンバーの伊達みきおは伊達氏庶流の大條氏出身）と共演）
- ナイツと石森・守屋（欅坂46）が見つける! 東京de宮城旅2（2017年12月23日）[7]

テレビ朝日系列全国放送
- 朝だ!生です旅サラダ（中継リポーター）
- パネルクイズ アタック25「女性アナウンサー大会」（2015年1月4日、当時山形テレビの河野行恵とのコンビで「東北チーム」として出場）
- 西村京太郎トラベルミステリー64「仙台・青葉の殺意」（2015年8月15日、土曜ワイド劇場、ホテル従業員 役）[8]
- クイズプレゼンバラエティー Qさま!!
- ぶっちゃけ寺&Qさま!!豪華2本立て3時間SP 第1回全国頭のいい女子アナを決めちゃうぞ! No.1決定戦（2016年4月18日）

### フリー（ホリプロ）時代
- ZIP!（2018年4月 - 、日本テレビ系列） - 「HATENAVI」担当[9]
- IT'S BASEBALL TIME!（不定期配信、DAZN） - アシスタント
- ネット流行語100 表彰式（2019年 - 、ニコニコ生放送） - 司会
- プロ野球キャンプキャラバン（2020年2月 - 、DAZN）- アシスタント
- AbemaPrime（2020年4月2日、AbemaTV） - 進行キャスター
- 夏休み!ミキとお家で遊びラッシュ〜遊戯王SEVENS特番〜（2020年8月9日、テレビ東京）-　司会
- 最旬!トレンドサーチ（2020年4月18日- 、BS-TBS） - リポーター
- 神奈川県私大医学部特集・医学生たちの座談会（時事通信） - 司会
- 今夜くらべてみました（2020年10月14日、日本テレビ系列）- ゲスト
- くノ一ツバキの胸の内 音合わせスペシャル (TOKYO MX、BS11、群馬テレビ、とちぎテレビ、中京テレビ (2022年7月7日・中京テレビは7月3日)- 司会[10]
- NHK高校講座 日本史探究（2023年4月5日 - 、NHKラジオ第2放送）
- 号外!日本史スクープ砲（2023年4月8日-、BS松竹東急）- MC
- 内田理央のレコメン!FRIDAY（2023年3月17日、2023年10月6日 - 2024年3月29日、文化放送） - サブパーソナリティ
- ヤングジャンプ45周年記念特別番組（2024年7月7日、ABEMAアニメSPECIAL2） - MC[11][12]
- 『ガンゲイル・オンラインⅡ』緊急特番！-四人の証言-（2024年9月27日、MBS毎日放送） - ナレーション
- 「ウタヒメドリーム」お正月スペシャルライブ 〜昭和・平成・令和の神曲を皆様と〜（2025年1月1日、BS日テレ） - MC[13]
- 薬屋のひとりごと 第2期クライマックス直前特番（2025年6月20日、ABEMA） - MC